# Pseudanthenea
Pseudanthenea is een geslacht van zeesterren uit de familie Oreasteridae.

## Soort
- Pseudanthenea grayi (Perrier, 1875)